# Marc Ryckaert
Marc Ryckaert (Brugge, 22 mei 1949) is een Belgisch historicus.

## Levensloop
Ryckaert is de zoon van André Ryckaert (Brugge, 1922-2006) en Madeleine Fonteyne (Brugge, 1924). Hij is de kleinzoon van de Brugse kunstenaar Jules Fonteyne. Hij volgde Grieks-Latijnse humaniora aan het Sint-Lodewijkscollege te Brugge. Daarna studeerde hij geschiedenis aan de Rijksuniversiteit Gent, waar hij Adriaan Verhulst als leermeester had. In 1971 behaalde hij het diploma van licentiaat geschiedenis met een verhandeling over de topografische ontwikkeling van de stad Brugge in de Middeleeuwen.
Beroepshalve was hij achtereenvolgens:
- wetenschappelijk medewerker bij het Centrum voor Kunst en Cultuur (Sint-Pietersabdij) van de stad Gent (1971-1972),
- aspirant bij het Nationaal Fonds voor Wetenschappelijk Onderzoek aan de Rijksuniversiteit Gent (1972-1977),
- assistent en wetenschappelijk medewerker aan de Rijksuniversiteit Gent (1977-1992),
- ambtenaar bij de Dienst Cultuur van de provincie West-Vlaanderen (1992-2009). In deze laatste functie was hij hoofd van de afdeling Erfgoed. Hij was er onder meer betrokken bij de werking van de Monumentenwacht en bij de culturele samenwerking van West-Vlaanderen met Kent, Nord-Pas-de-Calais en Westfalen-Lippe. In 1994 startte hij het provinciaal erfgoedtijdschrift In de Steigers op, waarvan hij tot mei 2009 ook een van de eindredacteuren was.

Ryckaert is:
- sinds 1976 lid van het bestuur van het Genootschap voor Geschiedenis te Brugge.
- sinds datzelfde jaar bestuurslid bij de Heemkundige Kring Maurits Van Coppenolle en lid van de redactie van het tijdschrift Brugs Ommeland; van dit tijdschrift was hij van 1976 tot 2000 ook redactiesecretaris.
- sinds 2008 is hij redactielid van het tijdschrift 'De Grote Rede'.
- sinds 2009 redactielid van het tijdschrift 'Brugge die Scone'.

Hij was of is nog lid van diverse stedelijke, provinciale en Vlaamse adviescommissies.

## Publicaties

### Boeken
- Brugge her-zien, Brugge, Van de Wiele, 1986 (met Georges Charlier, Herman Stynen en Jaak Rau). Verscheen ook in het Engels: Bruges Revisited.
- Historische Stedenatlas van België: Brugge, Brussel, Gemeentekrediet, 1991.
- Brugse Sint-Salvatorskathedraal en Tolhuis, pareltjes van provinciale monumentenzorg, Brugge, Provinciebestuur West-Vlaanderen, 1996.
- Kunst- en cultuurgids Brugge, Turnhout, Brepols, 1997 (met Dominique Marechal en Jan Esther).
- Brugge. De geschiedenis van een Europese stad, Tielt, Lannoo, 1999 (algemene coördinatie, met André Vandewalle). Verscheen ook in het Frans: Bruges. L’histoire d’une ville européenne.
- De Brugse reien, aders van de stad, Tielt, Lannoo, 2005 (met Mia Lingier, Brigitte Beernaert e.a.).
- Brugge en de Zee (verschillende hoofdstukken), Antwerpen, Mercatorfonds, 1984
- Brugge (verschillende hoofdstukken), Antwerpen, Mercatorfonds, 2002.
- Brugge, Doornik, Casterman, 2011 (met Ferry Van Vosselen) - in de reeks 'De reizen van Tristan'. Ook in het Frans.
- (samen met Brigitte BEERNAERT), Alfred Ronse, A travers Bruges. Geschriften over erfgoed en architectuur in Brugge, Brugge, Van de Wiele, 2020.

### Artikels
Ryckaert publiceerde talrijke historische bijdragen in boeken en tijdschriften. De meeste zijn gewijd aan de geschiedenis en de topografische ontwikkeling van de stad Brugge. Daarnaast publiceerde hij over historische cartografie en fotografie. Onder meer:
- Brugse havens in de middeleeuwen, in: Handelingen van het Genootschap voor Geschiedenis te Brugge, 109 (1972), p. 5-27.
- De Oudeburg te Brugge, in: Album Albert Schouteet, Brugge 1973, p. 155-168.
- De omvang van de “grote brand” te Brugge in 1415, in: Biekorf, 76 (1975-1976), p. 23-29.
- Brandgevaar en bouwvoorschriften in de middeleeuwen. Een vroeg Vlaams voorbeeld: Aardenburg 1232, in: Archief uitgegeven door het Koninklijk Zeeuwsch Genootschap der Wetenschappen, Middelburg 1976, p. 14-38 (met Willy P. Dezutter).
- Brugge: van Romeinse vicus tot middeleeuwse stad, in: Spiegel Historiael, 13 (1978), p. 630-637.
- De Coupure en het “IJzeren Hekken” te Brugge, in: Brugs Ommeland, 19 (1979), p. 362-376.
- Brügge. I. Topographie und Stadtgeschichte, in: Lexikon des Mittelalters, Band II, kol. 741-745.
- Die Topographie der Flandrischen Hafenstädte bis 1300: das Beispiel von Brügge, in: Lübecker Schriften zur Archäologie und Kulturgeschichte, Band 7, Bonn 1983, p. 47-55.
- Het Napoleontische kadasterplan van Brugge (1811-1812), in: Van Middeleeuwen tot heden. Bladeren door Brugse kunst en geschiedenis, Brugge 1983, p. 139-147.
- Brügge und die Flandrischen Häfen vom 12. bis 18. Jahrhundert, in: H. Stoob, See- und Flusshäfen vom Hochmittelalter bis zur Industrialisierung, Köln & Wien 1986, p. 129-139.
- De oorsprong van de Brugse parochies, in: J. Rau & M. Ryckaert, De Brugse parochies, deel I, Brugge 1987, p. 9-14.
- La gestion des ports flamands au moyen âge, in: S. Cavaciocchi (ed.), I porti come impresa economica, Prato 1988, p. 347-368.
- De inbreng van de stadsarcheologie bij het onderzoek naar het ontstaan en de vroegste geschiedenis van Brugge. Resultaten en verwachtingen, in: H. De Witte, Brugge onder-zocht. Tien jaar stadsarcheologisch onderzoek 1977-1987, Brugge 1988, p. 52-63.
- Een te verifiëren hypothese: het “Romeinse castellum” van Brugge, in: H. De Witte, Brugge onder-zocht. Tien jaar stadsarcheologisch onderzoek 1977-1987, Brugge 1988, p. 64-70 (met Hugo Thoen).
- De sanering van de Boeveriewijk te Brugge, in: Liber Amicorum André Vanhoutryve, Brugge 1990, p. 175-184.
- Brugge: echt of vals middeleeuws?, in: R. Harp e.a. (red.), De Middeleeuwen in de twintigste eeuw. Middeleeuwse sporen in de hedendaagse cultuur, Hilversum 1990, p. 65-83.
- Geographie eines Weltmarktes: Handel und Stadttopographie im mittelalterlichen und frühneuzeitlichen Brügge, in: K. Friedland (ed.), Brügge-Colloquium des Hansischen Geschichtsvereins 1988. Referate und Diskussionen, Köln & Wien 1990, p. 3-12.
- Het ontstaan en de vroegste geschiedenis van Brugge. De inbreng van de archeologie en vragen van de historicus aan de archeoloog, in: Ontstaan en vroegste geschiedenis van de steden in de Zuidelijke Nederlanden. Een archeologisch en historisch probleem. Handelingen van het 14de internationaal colloquium van het Gemeentekrediet, Brussel 1990, p. 317-329 (met Hubert De Witte).
- Het Pandreitje te Brugge, in: J. Van Acker (red.), Wevend aan het verleden. Liber amicorum O. Mus, Veurne 1992, p. 195-203.
- Stad, tijd en landschap, in: E. Taverne & I. Visser (red.), Stedebouw. De geschiedenis van de stad in de Nederlanden van 1500 tot heden, Nijmegen 1993, p. 45-50.
- Tot publique versieringhe, rust ende zekerheid der selver stadt, in: E. Taverne & I. Visser (red.), Stedebouw. De geschiedenis van de stad in de Nederlanden van 1500 tot heden, Nijmegen 1993, p. 57-62.
- De houding van de provinciale overheid van West-Vlaanderen inzake kerkelijke aangelegenheden in de Hollandse Tijd: de kwesties van de eed van trouw aan de grondwet en het Stevenisme, in: H. Soly & R. Vermeir (ed.), Beleid en bestuur in de oude Nederlanden. Liber Amicorum prof. dr. M. Baelde, Gent 1993, p. 309-319.
- Les origines et l’histoire ancienne de Bruges: l’état de la question et quelques données nouvelles, in: J.M. Duvosquel & E. Thoen (eds.), Peasants and Townsmen in medieval Europe. Studia in honorem Adriaan Verhulst, Gent 1995, p. 117-133.
- Gouverneur Benoît Vrambout en de eerste toenaderingen tussen West-Vlaanderen en Zeeland na de Belgische opstand van 1830, in: A.R. Bauwens (red.), Geleefde Tijd. Liber Amicorum G.A.C. van Vooren. Bijdragen tot de Geschiedenis van West-Zeeuws-Vlaanderen, 23 (1995), p. 133-143.
- De bescherming van het industrieel erfgoed en de inbreng van de Provincie, in: J. Vannieuwenhuyse (red.), Goed garen gesponnen? Industrialisatie in de provincie West-Vlaanderen 1800-1940, Brugge 1998, p. 97-112 (met Ludo Valcke).
- Stedenbouwkundige ontwikkeling van Brugge in de 19de en 20ste eeuw, in: Brugge 1900-2000, Brugge, Komitee voor Initiatief, 2000, p. 5-26.
- De stadswallen van Brugge, in: L. De Vos (red.), Burchten en forten en andere versterkingen in Vlaanderen, Leuven, Davidsfonds, 2002, p. 34-38.
- Alberic Goethals fotografeert Brugge in 1863-1864, in: In de Steigers, 9 (2002), p. 40-46.
- Bruggen van Brugge, in: In de Steigers, 10 (2003), p. 17-27.
- Wonen in een bijzondere stad. De Bruggelingen en hun monumentale erfgoed, in: J. Hannes (red.), De charme van de rede. Huldeboek Albert Claes, Brugge & Gent 2004, p. 97-126.
- Photochrom: de Belle Epoque in kleur, in: In de Steigers, 11 (2004), p. 27-34.
- Het West-Vlaamse wegennet door de eeuwen heen, in: J. Vannieuwenhuyse (red.), In goede banen? De Provincie West-Vlaanderen en het beheer van de buurtwegen, 1800-heden, Brugge & De Panne 2005, p. 62-74.
- De West-Vlaamse stadsgezichten in Guicciardini's Beschrijving van de Nederlanden, in: In de Steigers, 12 (2005), p. 123-134.
- Brugge, Ieper en Oostende in de Thesaurus Philopoliticus van Daniel Meisner (Frankfurt 1623-1632), in: Handelingen van het Genootschap voor Geschiedenis te Brugge, 143 (2006), p. 208-224.
- Het onuitgevoerde ontwerp van architect Oscar De Breuck voor een nieuwe boulevard in de Brugse binnenstad (1889), in: Handelingen van het Genootschap voor Geschiedenis te Brugge, 144 (2007), p. 351-370.
- Het kanaal Kortrijk-Bossuit, in: In de Steigers, 14 (2007), p. 7-12.
- Damme. Van bruisende havenstad tot schone slaapster, in: W. Blockmans & H. Pleij (red.), Plaatsen van herinnering. Nederland van prehistorie tot Beeldenstorm, Amsterdam, Uitgeverij Bert Bakker, 2007, p. 131-143.
- Vijftig jaar Brugs Ommeland. Een terugblik, in: Brugs Ommeland, 50 (2010), p. 5-18.
- De vroegste topografische ontwikkeling van het middeleeuwse Brugge, van de 9de tot het begin van de 12de eeuw, in: B. Hillewaert, Y. Hollevoet, M. Ryckaert (red.), Op het raakvlak van twee landschappen. De vroegste geschiedenis van Brugge, Brugge, Uitgeverij Van de Wiele, 2011, p. 140-155 (met Bieke Hillewaert).
- Stoere stadspoorten en brede grachten. Middeleeuwse stadsversterkingen in West-Vlaanderen, in: In de Steigers, 18 (2011), p. 39-46.
- Sterren op de landkaart. Gebastioneerde stadsomwallingen in West-Vlaanderen, in: In de Steigers, 18 (2011), p. 47-53.
- Het 19de-eeuwse Brugge in lithografie en fotografie, in: A. Dierkens e.a. (ed.), Villes et Villages. Organisation et représentation de l'espace. Mélanges offerts à Jean-Marie Duvosquel à l'occasion de son soixante-cinquième anniversaire. Revue belge de Philologie et d'Histoire/Belgisch Tijdschrift voor Filologie en Geschiedenis, 89 (2011), p. 669-684.
- September 1815: Engels dichter Robert Southey bezoekt Brugge, in: Brugge die Scone, 33 (2012), p. 33-37.
- Jules Fonteyne (1878-1964), veelzijdig Brugs kunstenaar, in: In de Steigers, 20 (2013), p. 3-17.
- Bruges in 1127, in: Galbert of Bruges, The Murder, Betrayal, and Slaughter of the Glorious Charles, Count of Flanders, translated and with an introduction by Jeff Rider, New Haven/London, Yale University Press, 2013, p. lvii-lxxv (met James M. Murray).
- Nederlands historicus herbekijkt de vroege topografie van Brugge, in: A. Vandewalle & M. Ryckaert (red.), Uit de korf van de Emulatie. Baanbrekende historische bijdragen gepubliceerd in 175 jaar Handelingen van het Genootschap voor Geschiedenis te Brugge, Brugge 2014, p. 65-70.
- Een veranderende provincie in beeld. Bladeren door de beeldencollectie van de Provinciale Bibliotheek, in: J. Cornilly (red.), Westflandrica. Over de collectie van de Provinciale Bibliotheek West-Vlaanderen, Brugge 2015, p. 110-124 (met Jeroen Cornilly).
- August van den Steene (1803-1870) en de imprimerie lithographique Van de Steene-Borre in Brugge, in: Brugs Ommeland, 2019.
- Brugge in clair-obscur: de meesterlijke hand van staalgraveur Albert Henry Payne (Stad in Prent 23), in: Brugge die Scone, 2019.
- Brugge: restauraties stadhuisgevel in de 18e en 19e eeuw, in: Heemkundige Bijdragen voor Brugge en Ommeland, 2021/2.
- Jan Jacob Gailliard en de Boeveriepoort (Stad in prent 29), in: Brugge die Scone, 2021.

- Bibliothèque nationale de France: cb120347557 (data)
- Gemeinsame Normdatei: 1136309357
- International Standard Name Identifier: 0000 0001 1762 9540
- Library of Congress Control Number: n80018314
- Nationale Bibliotheek van Tsjechië: jo2017950765
- Nederlandse Thesaurus van Auteursnamen: 067942334
- Système universitaire de documentation: 028529723
- Virtual International Authority File: 51706116
- WorldCat: E39PBJbxDtr4jGRvPjqXhbWJjC